# Karl Gottlob von Anton

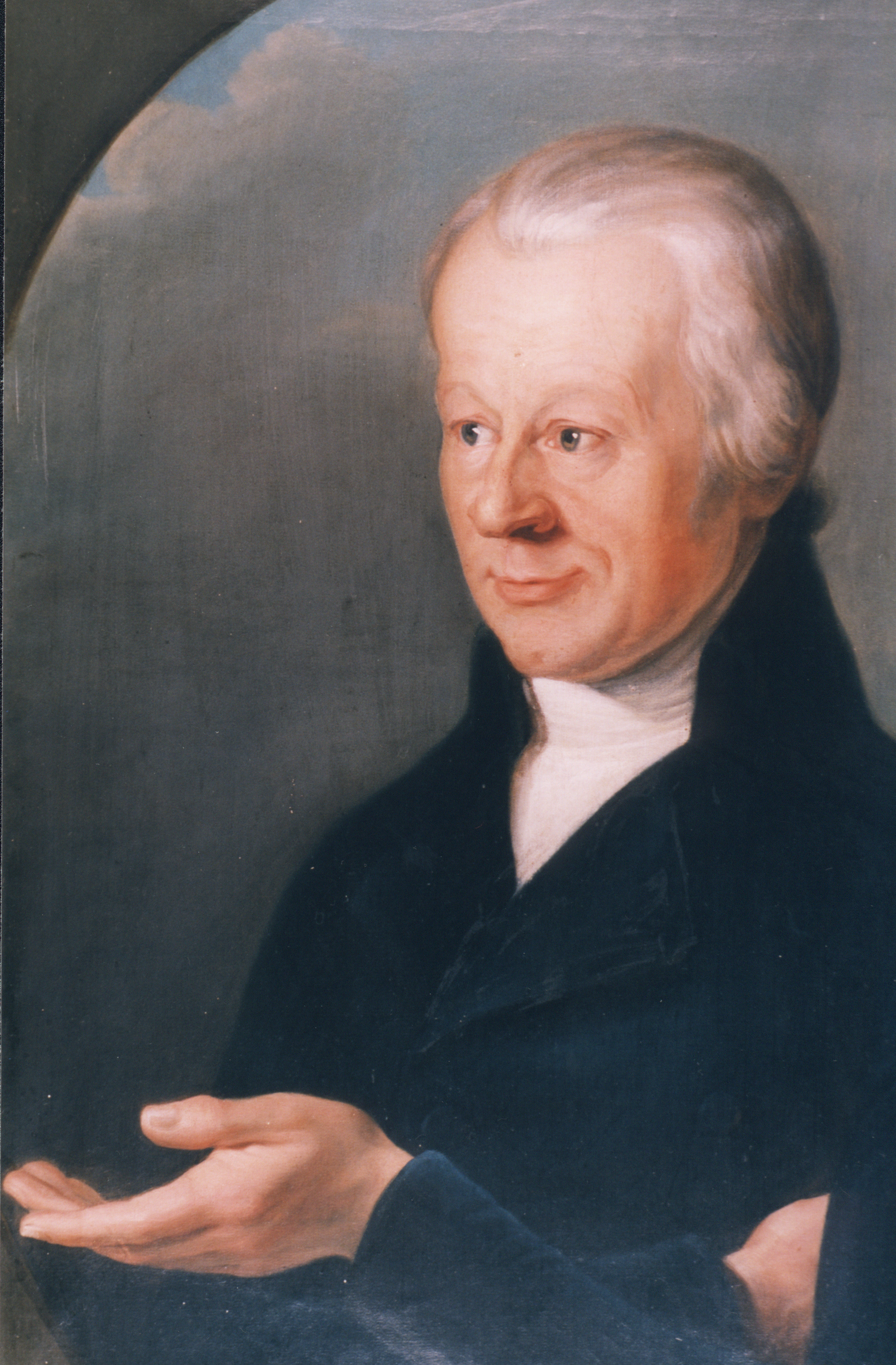
Karl Gottlob Anton

Karl Gottlob Anton, ab 1802 von Anton (* 23. Juli 1751 in Lauban; † 17. November 1818 in Görlitz) war ein deutscher Jurist, Politiker, Historiker sowie Mitbegründer und Präsident der Oberlausitzischen Gesellschaft der Wissenschaften.

## Leben
Als Sohn einer Kaufmannsfamilie wurde Karl Gottlob Anton am 23. Juli 1751 in Lauban geboren. Seine Eltern waren Christiane Rosine (geb. Richter) und Gottlob Anton († 1758). Nach seinem Studium an der Universität Leipzig erhielt er 1773 die Magisterwürde und verteidigte 1774 seine Dissertation. Im Jahr 1775 begann er seine Tätigkeit als Amtsadvokat in Görlitz. Im darauffolgenden Jahr heiratete er Johanne Christiana Meißner, eine Enkelin (mütterlicherseits) des einstigen Görlitzer Bürgermeisters Johann Daniel Riech. Anton erwarb im Jahr 1782 das Rittergut Oberneundorf und wurde nach 22 Jahren als Amtsadvokat 1797 Senator.
In den vergangenen Jahren hatte er sich in der Oberlausitz als Historiker, Sprachforscher und Verfasser zahlreicher Schriften bereits einen Namen gemacht. Seine Position als Amtsadvokat und Rechtsvertreter ließ ihn zudem zu einer der führenden Persönlichkeiten der Oberlausitz aufsteigen.
Seine Werke weisen ihn heute als hervorragenden Kenner der sorbischen Sprache und Kultur aus. Er leistete zur Zeit der Aufklärung mit seinen Forschungsergebnissen und seinen organisatorischen Fähigkeiten einen wesentlichen Beitrag zur Entwicklung der Sorabistik in dieser Region. So schuf er mit die Grundlagen der Slawistik in Deutschland. Stets pflegte er gute Beziehungen zu sorbischen Gelehrten.
1779 schlug er vor, die Oberlausitzische Gesellschaft der Wissenschaften zu gründen, und kaufte zu diesem Zweck das Gebäude Obermarkt 29. Als die Räume für die Gesellschaft zu eng wurden, war er es, der das deutlich größere Barockhaus Neißstraße 30 erwarb und damit der Gesellschaft ein dauerhaftes Zuhause gab. 1802 wurde er geadelt.
Anton war aktiver Freimaurer in der Görlitzer Loge Zur gekrönten Schlange und hat deren Arbeiten wesentlich geprägt.
Karl Gottlob Anton verstarb 1818 im Alter von 67 Jahren in Görlitz und wurde auf dem Görlitzer Nikolaifriedhof beigesetzt.
Sein Cousin war der deutsche Linguist und Orientalist Konrad Gottlob Anton, dessen Sohn, der Altphilologe Karl Gottlieb Anton, ebenfalls in Görlitz wirkte.
Seine Bibliothek sowie seine wissenschaftlichen Sammlungen vererbte er an die Oberlausitzische Gesellschaft der Wissenschaften. Sie werden heute in der Oberlausitzischen Bibliothek der Wissenschaften Görlitz sowie im Kulturhistorischen Museum Görlitz aufbewahrt.

## Werke
- Diplomatische Beyträge zu den Geschichten und den deutschen Rechten. Leipzig: Böhme, 1777, Digitalisat
- Versuch einer Geschichte des Tempelherrenordens. Leipzig: Böhme, 1779 Digitalisat, (Digitalisat)
- 2. vermehrte und verbesserte Auflage. Leipzig: Böhme, 1781 Digitalisat; Digitalisat

- Analogie der Sprachen. Leipzig 1780
- Untersuchung über das Geheimnis und die Gebräuche der Tempelherren. Dessau 1782
- An die Oekonomen, von einem Oekonomen. Leipzig 1786
- Bemerkungen über des Herrn D. Rößigs Beantwortung der Kommentarien des Herrn Geheimenrath Schubarts von Kleefeld: vorzüglich Hutung, Trift, Kleebau und Frohnen betreffend. Leipzig: Böhme, 1786 Digitalisat
- Erweis daß das Lehnrecht welches Herr Stadtgerichts Direktor D. Zepernik aus einer Görlizischen Handschrift herausgegeben altes Sachsenrecht sei. Leipzig 1789
- Erste Linien eines Versuches über der alten Slawen Ursprung, Sitten, Gebräuche, Meinungen und Kenntnisse. Leipzig 1783–1789
  - 1. Theil Digitalisat; 2. Theil Digitalisat
- Über die Rechte der Herrschaften auf ihre Unterthanen und deren Besizungen.Leipzig 1791 Digitalisat
- Geschichte der teutschen Nazion. Leipzig: Göschen, 1793, 1. Theil: Geschichte der Germanen Digitalisat
- Denkschrift auf Herrn Karl Andreas von Meyer zu Knonow. Verlesen in der Versammlung der Oberlausizischen Gesellschaft am 26. April 1797  Görlitz 1797
- Über Sprache in Rüksicht auf Geschichte der Menschheit. Görlitz 1799
- Geschichte der teutschen Landwirthschaft von den ältesten Zeiten bis zu Ende des fünfzehnten Jahrhunderts. 3 Theile, Görlitz: Christian Gotthelf Anton, 1799–1802
  - 1. Theil: Digitalisat; 2. Theil: Digitalisat; 3. Theil: Digitalisat
- Vorträge welche in Logenversammlungen mit Schwestern gehalten worden sind. Görlitz: Christian Gotthelf Anton, 1818 Digitalisat